# Ectecephala sulcifrons
Ectecephala sulcifrons är en tvåvingeart som beskrevs av Daniel William Coquillett 1910. Ectecephala sulcifrons ingår i släktet Ectecephala och familjen fritflugor.
Artens utbredningsområde är New York. Inga underarter finns listade i Catalogue of Life.